# Sychrov
Sychrov är en ort i Tjeckien.   Den ligger i regionen Liberec, i den norra delen av landet, 80 km nordost om huvudstaden Prag. Sychrov ligger 387 meter över havet och antalet invånare är 184.
Terrängen runt Sychrov är platt åt sydväst, men åt nordost är den kuperad. Terrängen runt Sychrov sluttar söderut.Runt Sychrov är det tätbefolkat, med 286 invånare per kvadratkilometer. Närmaste större samhälle är Liberec, 15,9 km norr om Sychrov. Trakten runt Sychrov består till största delen av jordbruksmark.